# Absynth
Absynth es un sintetizador virtual, comercial y propietario, que actualmente se encuentra en su quinta generación. Está disponible para Microsoft Windows y Mac OS. Desarrollado por Native Instruments, combina una serie de técnicas de síntesis tradicionales (substractiva) y modernas (granular, basadas en samples) para crear complejos sonidos y timbres. 
Puede ser usado independientemente o como un plugin dentro de estaciones de audio digitales como Logic Pro o Cubase. Es compatible con los formatos de plugin más habituales: VST, Audio units, RTAS, Dxi, etc.
En septiembre de 2022 Native Instruments anunció que Absynth el final de este sintetizador, después de 22 años a la venta, el cual no volverá a ser actualizado ni vendido.

## Síntesis
Desde un punto de visto técnico, Absynth tiene tres módulos principales, cada uno de los cuales puede ser utilizado para un determinado tipo de síntesis: substractiva, modulación de frecuencia, modulación de amplitud o granular, así como sampling directo de audio. Cada uno de los módulos también posee un filtro (12/24 dB, LP. HP, BP, Notch y Comb), así como un algoritmo de distorsión y efectos. Los efectos están consitutidos por un trío de filtros resonantes, reverberación de “tubo”, y un eco tipo Multi-tap. Absynth también posee una matriz de modulación que permite al usuario utilizar tres LFOs para crear movimiento en el sonido. Además, Absynth tiene la opción de editar gráficamente formas de onda, que pueden ser utilizadas para modular un amplio abanico de parámetros.